# Kinetica
Kinetica es un videojuego de carreras desarrollado por Santa Monica Studio y publicado por Sony Computer Entertainment para PlayStation 2. Fue lanzado en Norteamérica el 14 de octubre de 2001. Es el juego debut de Santa Monica Studio. Fue el primer juego en usar el motor de juego Kinetica que luego se usaría para los videojuegos SOCOM U.S. Navy SEALs, God of War y God of War II. El juego incorpora el uso de la tecnología de audio SoundMAX de Analog Devices. Se incluyó un libro de arte titulado The Art of Kinetica con el juego en sí, que contiene ilustraciones de los personajes del juego. En 2016, el juego se relanzó en PlayStation 4.

## Jugabilidad
Kinetica se desarrolla en las versiones futuras de las principales ciudades de la Tierra, el espacio exterior y algunos lugares ficticios en el futuro lejano de la Tierra. Doce corredores compiten usando "trajes cinéticos", que tienen ruedas en las manos y los pies, dando a los corredores la apariencia de motocicletas. Los trajes cinéticos tienen la capacidad de escalar paredes y techos, los vehículos son capaces de alcanzar la velocidad límite y más allá, alcanzando velocidades de más de 350 millas por hora (560 km/h).
El objetivo es el mismo que el de cualquier juego de carreras: ser el primero en cruzar la línea de meta. Hay quince pistas y tres temporadas en el juego. Cada temporada consta de cuatro pistas en las que el jugador debe obtener un lugar determinado para avanzar. Obtener el primer lugar en todas las carreras de una temporada desbloqueará un bonus track, y obtener el primer lugar en el bonus track desbloqueará las versiones predeterminada y alternativa de uno de los personajes desbloqueables. Para progresar en el juego, el jugador debe obtener el primer, segundo o tercer lugar en las carreras de la primera temporada. En la segunda temporada, el jugador debe colocarse en primer o segundo lugar, mientras que en la tercera temporada, el jugador debe ganar cada carrera en primer lugar para avanzar.
Dispersos alrededor de las pistas hay cristales de potenciador que vienen en colores amarillo y morado. Recolectar cinco cristales amarillos le dará al jugador un potenciador, mientras que obtener un cristal púrpura automáticamente le da al jugador un potenciador, independientemente de cuántos cristales amarillos haya recolectado. Los personajes pueden realizar acrobacias en el suelo y en el aire para agregar al medidor de impulso para obtener acceso a velocidades más rápidas que las normales, aunque este medidor también se puede llenar obteniendo uno de los tres potenciadores de potencia de los cristales de potencia.

## Recepción
Kinetica recibió "críticas generalmente favorables" según el sitio web de agregación de reseñas Metacritic, Louis Bedigian, de GameZone, elogió el juego, afirmando que "prácticamente aniquila a Extreme G3 y a los dos últimos juegos de F-Zero lanzados al mercado". Gary Whitta, de Next Generation, lo calificó como "un giro intrigante en un género en gran medida agotado, aunque los corredores de estilo Autobots podrían desanimar a algunos jugadores".